# Сан Рокето (Анкона)
Сан Рокето (итал. San Rocchetto) насеље је у Италији у округу Анкона, региону Марке.
Према процени из 2011. у насељу је живело 700 становника. Насеље се налази на надморској висини од 79 м.